# Anchorman 2: Fortsat flimmer på skærmen
Anchorman: The Legend Continues er en amerikansk komedie fra 2013. Filmen er skrevet og instrueret af Adam McKay, medskrevet af Will Ferrell, produceert af Judd Apatow, og har Ferrell i hovedrollen som Ron Burgundy. Christina Applegate, Paul Rudd, Steve Carell, David Koechner, Kristen Wiig og Harrison Ford er at finde i andre roller.

## Om filmen
Filmen er en opfølger til komedien Anchorman: The Legend of Ron Burgundy fra 2004. Den havde dansk premiere 30. januar 2014.

## Handling
Nyhedsoplæseren Ron Burgundy har nu giftet sig med Veronica Corningstone og har en søn ved navn Walter, og lever et lykkelig liv i New York City i begyndelsen af 1980'erne. Pludselig forandrer alt sig da Veronica bliver forfremmet til ledende oplæser, mens Ron bliver fyret og må arbejde på SeaWorld tilbage i San Diego for at overleve. Men han ser sin mulighed for at at komme tilbage i rampelyset da han møder Freddie Shapp, producent i Global News Network, verdens første 24-timers nyhedskanal. Ron bliver hentet ind, og han samler på sin tur det gamle drømmehold med Champ, Brick og Brian sammen og med det sætter han kursen mod New York igen. Ron får der en briliant ny idé, hvilket revolutionerer nyhedsverdenen og som gør at han kommer tilbage på toppen igen. Men spørgsmålet er hvor længe bliver han i berømthedens paradis?

## Rolleliste
- Will Ferrell som Ron Burgundy
- Steve Carell som Brick Tamland
- Paul Rudd som Brian Fantana
- David Koechner som Champ Kind
- Christina Applegate som Veronica Corningstone
- Dylan Baker som Freddie Shapp
- Meagan Good som Linda Jackson
- Judah Nelson som Walter Burgundy
- James Marsden som Jack Lime
- Greg Kinnear som Gary
- Josh Lawson som Kench Allenby
- Kristen Wiig som Chani Lastnamé
- Fred Willard som Ed Harken
- Chris Parnell som Garth
- Harrison Ford som Mack Tannen
- Wilbur Fitzgerald aom Dr. Brangley
- Vince Vaughn som Wes Mantooth
- Kirsten Dunst som El Trousias Maiden of the Clouds
- John C. Reilly som The Ghost of Stonewall Jackson
- Sacha Baron Cohen som BBC News Anchor
- Marion Cotillard som Canadian Anchor
- Will Smith som ESPN Reporter
- Jim Carrey som CBC News Anchor
- Liam Neeson som History Channel Host
- Tina Fey som Entertainment Tonight Reporter
- Amy Poehler som Entertainment Tonight Reporter
- Kanye West som MTV Host

## Andet
- Jennifer Lawrence fikk tilbud om en rolle, men måtte afslå grundet andre projekter. Meryl Streep blev også ryget for sy være med i en cameorolle i filmen.